# ワットルロー
ワットルロー（フランス語:Wattrelos、オランダ語:Waterloo）は、フランス、オー＝ド＝フランス地域圏ノール県の都市（コミューン）。

## 地理
ワットルローはベルギー国境と接しており、ムスクロンおよびラノワより5km、リールより14km、ムナンより15km、コルトレイクより17km、トゥルネーより19kmの距離にある。ルーベ運河がコミューン南部を横切る。

## 歴史
ワットルローの名が初めて歴史に現れるのは11世紀である。最初の領主はアロワンという富と権力を持つ人物で、彼によってワットルロー領は分割されてヘントの聖バヴォン修道院へ寄進された。フランス革命までは、ヘント司教座が領主であった。

## 経済
ビジネスにおいてワットルローは大きな利点を持つ。交通インフラ（対ベルギーの主要道が2本）、ビジネス・パークの存在である。
ワットルローは、トゥールコワン、ルーベとともに、73ヘクタールの面積を持つゾーヌ・ド・リュニオン（fr）の一部をなす。リール東部に広がるこの一帯は、炭鉱や繊維、金属加工に従事する労働者が集中して暮らした人口密度の高い古い工業地帯である。1990年代の不況後には一面ブラウンフィールド（en、産業活動により土壌汚染が進んだ地域を指す）となってしまった。
現在は都市刷新計画に沿って環境地区を目標とし、住宅地とビジネス・エリア、広大な都市公園の建設が進められている。

## 姉妹都市
- エシュヴァイラー、ドイツ
- ケーテン (アンハルト)、ドイツ
- ソルカ、ルーマニア
- モハーチ、ハンガリー
- シェミャノヴィツェ・シロンスキェ、ポーランド
- グアルダ、ポルトガル
- メンヒェングラートバッハ、ドイツ